# استان جتی‌سو
استان جتی‌سو (به قزاقی: Жетісу облысы، جەتىسۋ وبلىسى) به معنی هفت‌آب یک استان در قزاقستان است که در جنوب شرق این کشور واقع شده‌است. استان جتی‌سو ۱۱۸٬۵۰۰ کیلومتر مربع مساحت و ۶۵۰٬۰۰۰ نفر جمعیت دارد. مرکز آن شهر تالدی‌قورغان است.
تا پیش از سال ۱۹۹۷ میلادی، در این منطقه، استانی با نام استان تالدی‌قورغان (به قزاقی: Талдықорған облысы، تالدىقورعان وبلىسى) پابرجا بود. این استان در آن سال منحل شده و اراضی آن به استان آلماتی التصاق یافت. شهر تالدی‌قورغان، به مرکزیت اداری استان آلماتی در آمد.
در سال ۲۰۲۲ میلادی، این استان، این‌بار با نام تاریخی «جتی‌سو» از استان آلماتی منفصل شد. شهر تالدی‌قورغان نیز به مرکزیت اداری این استان جدید برگزیده شد. مرکز استان آلماتی به شهر قپچاق‌آی، که نام آن به «قونایف» تغییر یافت، منتقل شد.

## شهرها و شهرستان‌ها

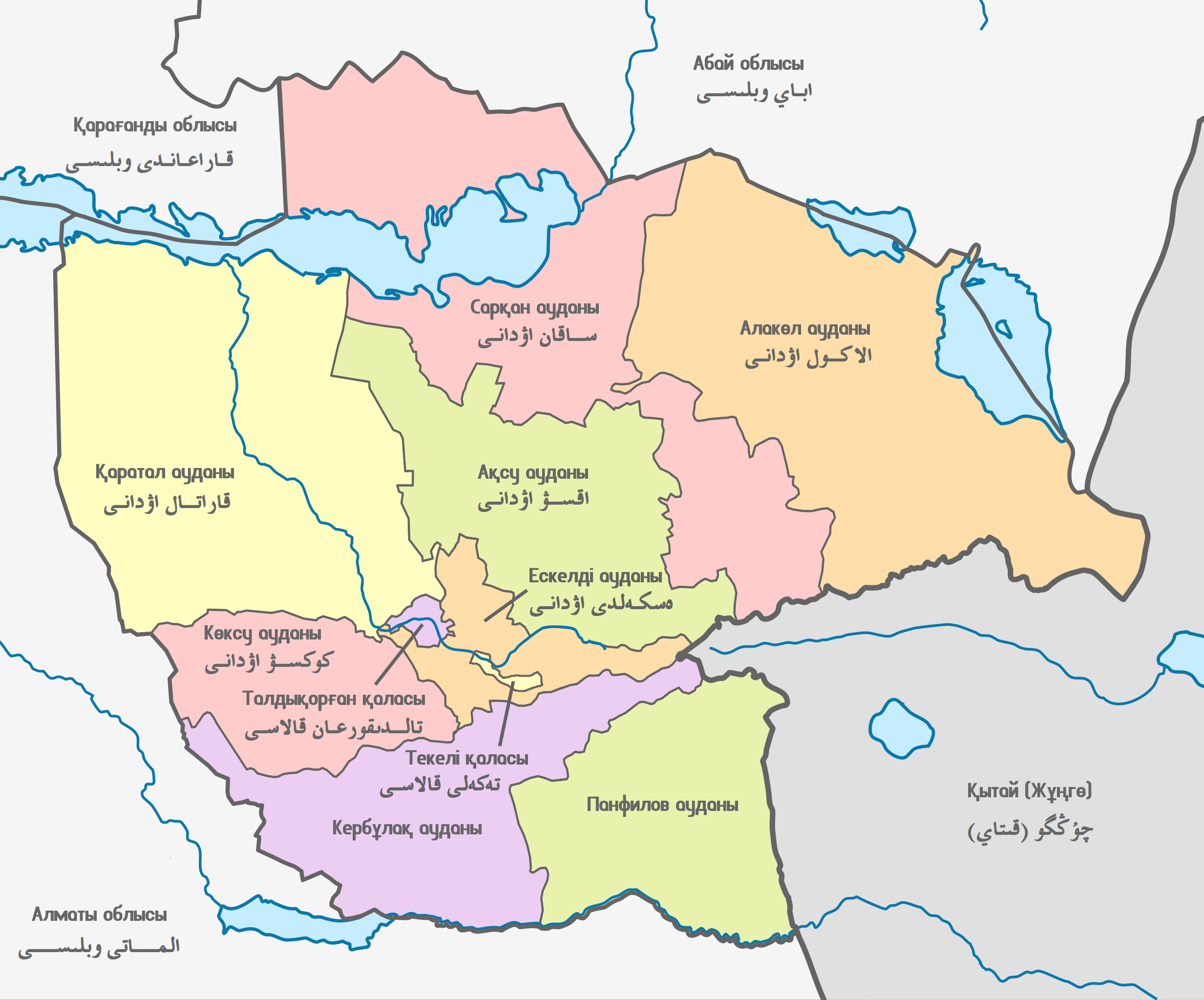
تقسیمات اداری استان جتی‌سو در سال ۲۰۲۲ میلادی

استان جتی‌سو متشکل از ۲ شهر و ۸ شهرستان می‌باشد.
| ردیف | نام شهر/شهرستان  | نام به قزاقی                          | نام به روسی                               | مساحت(km۲) | جمعیت (سرشماری سال ۲۰۲۱) |
| ---- | ---------------- | ------------------------------------- | ----------------------------------------- | ---------- | ------------------------ |
| ۱    | شهر تالدی‌قورغان  | Талдықорған қаласы تالدىقورعان قالاسى | город Талдыкорган gorod Taldykorgan′      | ۳۸۵        | ۱۹۶٬۱۸۱                  |
| ۲    | شهر تکلی         | Текелі қаласы تەكەلى قالاسى           | город Текели gorod Tekeli ′               | ۱۷۴        | ۳۰٬۲۶۹                   |
| ۳    | شهرستان اسکلدی   | Ескелді ауданы ەسكەلدى اۋدانى         | Ескельдинский район Yeskel'dinskiy rayon′ | ۴٬۳۰۰      | ۵۲٬۳۶۲                   |
| ۴    | شهرستان آق‌سو     | Ақсу ауданы اقسۋ اۋدانى               | Аксуский район Aksuskiy rayon′            | ۱۲٬۶۰۰     | ۳۷٬۴۷۳                   |
| ۵    | شهرستان آلاکول   | Алакөл ауданы الاكول اۋدانى           | Алакольский район Alakol'skiy rayon′      | ۲۳٬۷۰۰     | ۷۵٬۵۵۴                   |
| ۶    | شهرستان پانفیلوف | Панфилов ауданы پانفيلوۆ اۋدانى       | Панфиловский район Panfilovskiy rayon′    | ۱۰٬۶۰۰     | ۱۳۲٬۹۴۱                  |
| ۷    | شهرستان سرکند    | Сарқан ауданы سارقان اۋدانى           | Саркандский район Sarkandskiy rayon′      | ۲۴٬۴۰۰     | ۴۰٬۲۵۹                   |
| ۸    | شهرستان قره‌تال   | Қаратал ауданы قاراتال اۋدانى         | Каратальский район Karatal'skiy rayon′    | ۲۴٬۲۰۰     | ۴۰٬۵۲۵                   |
| ۹    | شهرستان کربلاغ   | Кербұлақ ауданы كەربۇلاق اۋدانى       | Кербулакский район Kerbulakskiy rayon′    | ۱۱٬۵۰۰     | ۴۵٬۳۳۶                   |
| ۱۰   | شهرستان کوک‌سو    | Көксу ауданы كوكسۋ اۋدانى             | Коксуский район Koksuskiy rayon′          | ۷٬۱۰۰      | ۴۱٬۸۹۸                   |